# 国道193号
国道193号（こくどう193ごう）は、香川県高松市から徳島県海部郡海陽町に至る一般国道である。

## 概要

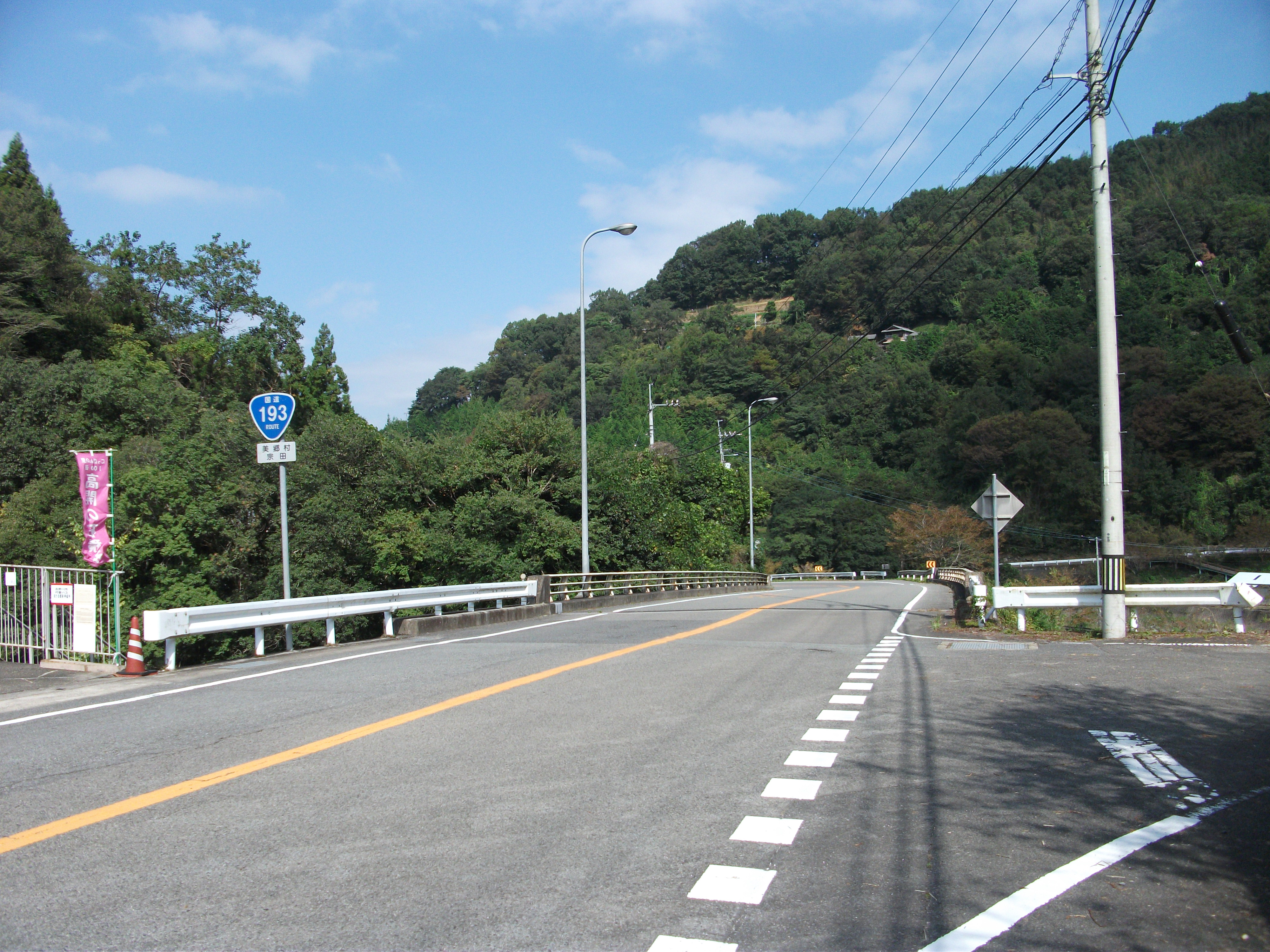
吉野川市美郷

瀬戸内海側の香川県高松市にある国道11号上・中新町交差点を起点に、南へ讃岐山脈を越えて徳島平野西部に位置する徳島県美馬市を経て、四国山地の雲早山を越えて太平洋側の海部郡海陽町の国道55号交点へ至る、四国東部地域を南北方向に横断する一般国道の路線である。高松市北部の上天神町交差点から同市香南町岡までは、通称「空港通り」とよばれる高松空港へのアクセス道路として機能する。
徳島県内の土須峠（名西郡神山町 - 旧那賀郡木沢村（現・那賀郡那賀町））と霧越峠（旧那賀郡上那賀町（現・那賀郡那賀町） - 旧海部郡海南町（現・海部郡海陽町））の2つの未整備・未改良区間を残しており、一般国道の中でもいわゆる「酷道」とよばれている区間でもある。土須峠は分断区間がある未開通国道でもあり、徳島県道253号山川海南線が分断区間の代替路となっている。名西郡神山町から雲早峠へ向かう道は、日本最長の林道である剣山スーパー林道へのアクセス路としても機能する。国道195号を交差してから南へ霧越峠を越える道筋は土佐中街道ともよばれ、林道区間が国道へと付け変わった道路である。

### 路線データ
一般国道の路線を指定する政令に基づく起終点および重要な経過地は次のとおり。
- 起点：高松市（中新町交差点 = 国道11号交点・国道32号・国道492号・香川県道33号高松善通寺線起点、国道30号・国道436号・香川県道43号中徳三谷高松線旧道・香川県道155号牟礼中新線終点）
- 終点：徳島県海部郡海南町[注釈 2]（国道55号交点、徳島県道253号山川海南線終点）
- 重要な経過地：香川県香川郡香川町[注釈 3]、同郡塩江町[注釈 4]、同県木田郡三木町、徳島県美馬郡穴吹町[注釈 5]、同県麻植郡山川町[注釈 6]、同県名西郡神山町、同県那賀郡上那賀町[注釈 7]
- 総延長 : 159.8 km（徳島県 126.9 km、香川県 32.9 km）重用延長を含む。[3][注釈 8]
- 重用延長 : 10.8 km（徳島県 7.8 km、香川県 3.0 km）[3][注釈 8]
- 未供用延長 : なし[3][注釈 8]
- 実延長 : 149.0 km（徳島県 119.1 km、香川県 29.9 km）[3][注釈 8]
  - 現道 : 139.1 km（徳島県 112.0 km、香川県 27.1 km）[3][注釈 8]
  - 旧道 : 9.8 km（徳島県 7.0 km、香川県 2.8 km）[3][注釈 8]
  - 新道 : なし[3][注釈 8]
- 指定区間：国道11号、国道192号と重複する区間（香川県高松市・中新町交差点（起点） - 上天神町交差点、徳島県美馬市穴吹町穴吹 - 吉野川市・瀬詰交差点）[4]

## 歴史

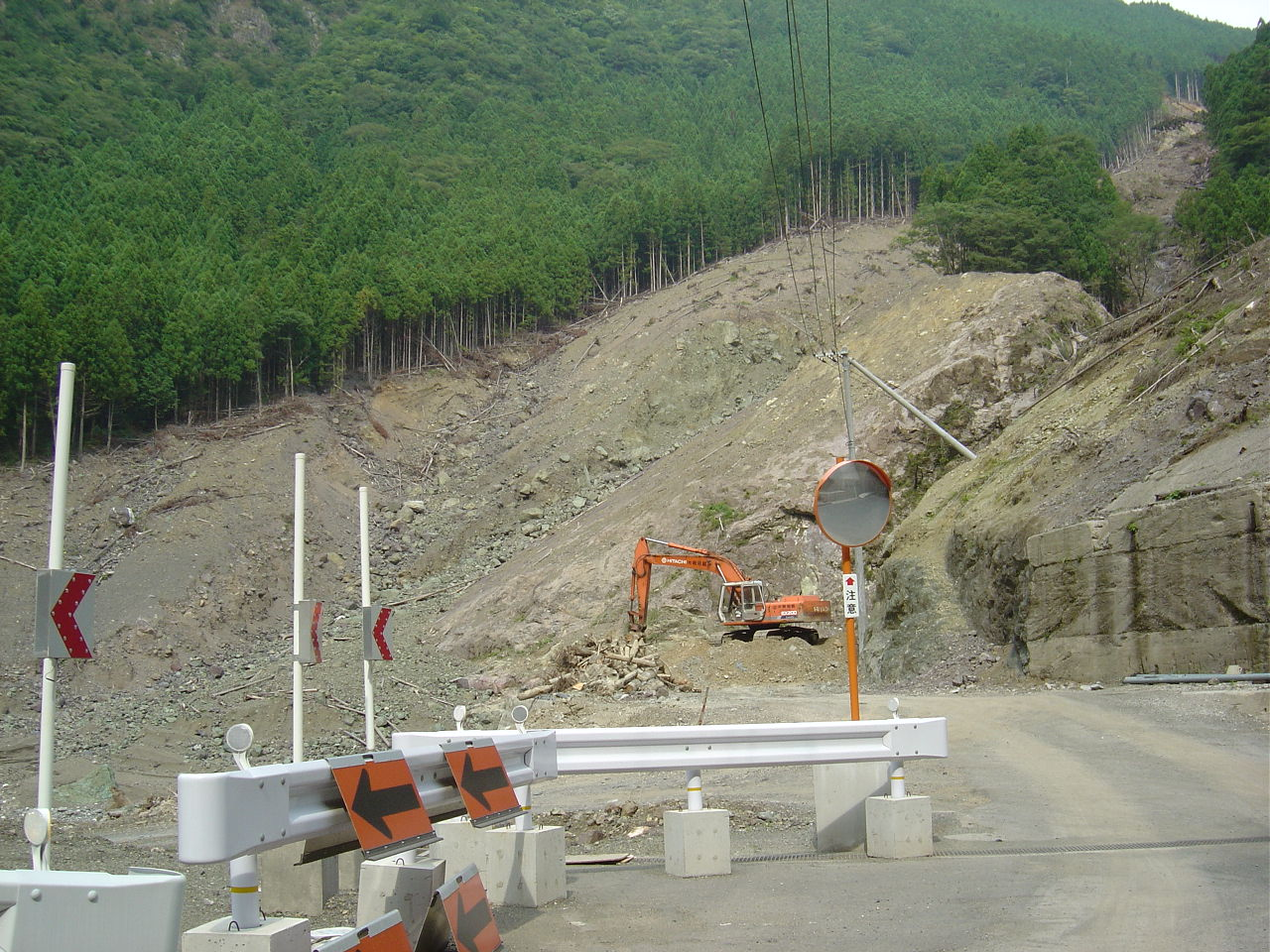
那賀町旧符殿橋付近。2004年（平成16年）の台風10号による山腹崩壊現場。
2005年8月撮影

### 年表
- 1936年（昭和11年）9月25日 - 香川県道4号（香川県高松市 - 香川県木田郡奥鹿村（現・三木町））、徳島県道5号（徳島県徳島市 - 徳島県美馬郡江原町（現・美馬市））[要出典]
- 1953年（昭和28年）5月18日 - 二級国道193号徳島高松線（徳島市 - 高松市）として指定施行[5]。
- 1965年（昭和40年）4月1日 - 道路法改正により一級・二級区分が廃止されて一般国道193号として指定施行[2]。
- 1972年（昭和47年）3月10日 - 徳島県が徳島県道21号山川海南線（当時、徳島県麻植郡山川町[注釈 6] - 徳島県海部郡海南町[注釈 2]）を県道認定[要出典]。
- 1975年（昭和50年）4月1日 - 徳島県道21号を編入して終点側を延伸し、一般国道193号（高松市 - 徳島県海部郡海南町）として指定施行[6]。

### 災害
- 2004年（平成16年）7月30日から8月1日にかけての台風10号の豪雨により、那賀郡木沢村（現：那賀郡那賀町）で山腹崩壊が発生し、坂州木頭川にかかる符殿橋と加州谷橋や符殿トンネルが流出した。同箇所はさらなる崩壊の恐れがあるため、災害復旧としては異例の別ルートでの復旧工事が行われることとなり（木沢トンネル）、2007年（平成19年）4月27日に開通した。那賀郡上那賀町（現：那賀郡那賀町）海川でも2年以上にわたり通行止めになっていたが、2007年（平成19年）4月に復旧工事が終わり通行止めは解除された。

## 路線状況

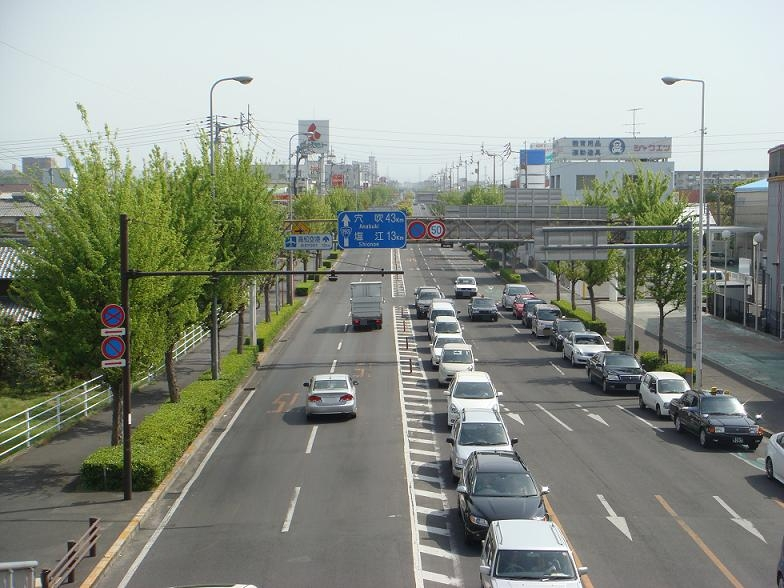
高松市上天神町交差点付近。高松自動車道との交差点で片側4車線となっている。

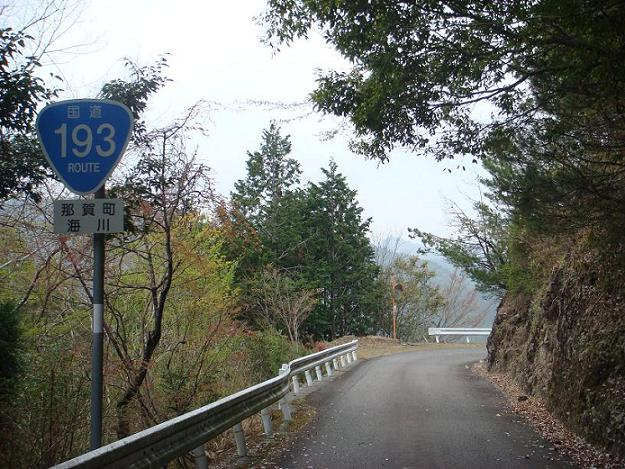
那賀町海川。酷道の区間では、このような道路が続いている。

高松市の空港通りは4車線の道路として整備は完了していることから、すでに旧国道193号の大部分は香川県道280号高松香川線（塩江街道）となっている。ただし、高松市香川町川東下から同市香川町安原下までの岩崎橋を経由する区間は、国道193号旧道のままとなっており、この区間は新旧の国道193号が並行する（2019年3月現在）。
空港通りの終わりとなる高松市塩江地区以南からは讃岐山脈を越える山道となる。カーブも多くなるが、徳島県美馬市穴吹町穴吹までの区間は、高松市と吉野川中流域を結ぶ幹線道路であり、交通量も多い。美馬市の穴吹橋で吉野川を越えると、その南詰交差点で国道192号との重複区間となり、吉野川市まで吉野川沿いに東進する。吉野川市の瀬詰交差点で国道192号分岐から太平洋側の海部郡海陽町までの間は、四国山地を南北に縦断する山道になり、山肌を縫うように狭路が連続する蛇行した道路となる。
倉羅峠を越え名西郡神山町に入り、上分川又で国道438号と交差したあと土須峠に向かうが、その途中の上分大中尾で国道193号指定区間は途切れる。道路はこのまま延長連続するかたちで続いているが、上分大中尾から町境の雲早隧道を越えて那賀郡那賀町沢谷字釜ヶ谷の釜ヶ谷峡までの区間は国道193号に指定されておらず、徳島県道253号山川海南線となっている。この県道区間は狭隘路で、積雪等により冬季閉鎖される。
釜ヶ谷峡から徳島県那賀郡那賀町掛盤の酷道区間は、崖の岩場に張り付くような自動車1台が通れるほどの険しい狭隘路で、釜ヶ谷峡付近に素掘りの「大釜隧道」がある。那賀郡那賀町日真出合の那賀川にかかる出合ゆず大橋からは国道195号との重複区間となる（案内標識は両国道が併記されている）。平谷地区大殿の交差点で国道195号と分岐後もしばらくは車線が確保された道路が続くが、海川地区の集落を過ぎると国道193号最大の難所、霧越峠区間に入る。峠を越えた後、海陽町小川西桑原から南は、海部川に沿った快走路となる。海部郡海南町大里で国道55号に接続して国道193号は終わる。
高松市 - 美馬市脇町間は将来香南脇道路として整備する計画がある。酷道区間も阿波海南道路として整備を促進中。

### 通称
国道193号の酷道区間は、酷道愛好家の間では語呂合わせで「イクサ」の通称で親しまれている。
- 空港通り（高松市）
- 塩江街道
- 曽江谷街道
- 木頭街道

### バイパス
- 空港通り：香川県高松市
- 倉羅バイパス：徳島県吉野川市 - 名西郡神山町
- 出合大戸バイパス：徳島県那賀郡那賀町
- 皆ノ瀬工区

皆ノ瀬工区は、海陽町小川 - 西桑原間延長1,600 mの改良工事であり、幅員狭小、線形改良を目的に1999年（平成11年）に着手し、2014年（平成26年）10月22日開通した。

### 重複区間

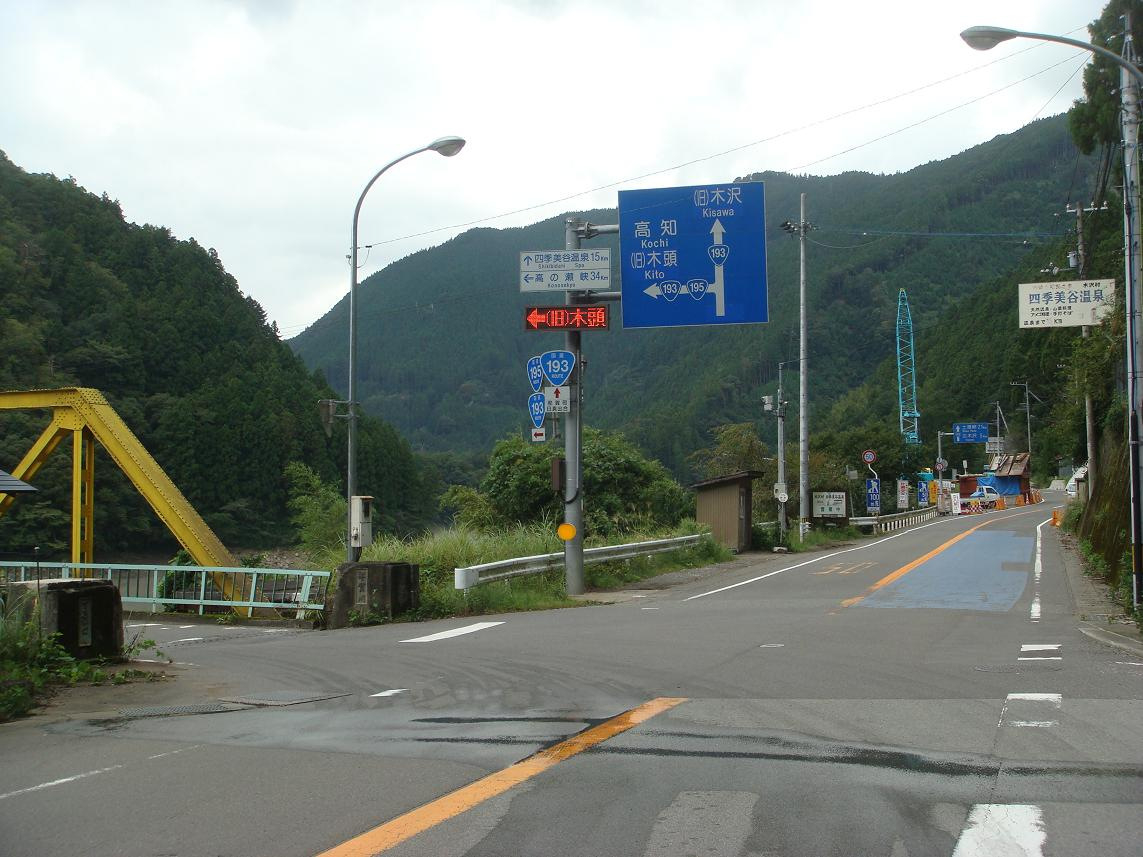
那賀町出合橋交差点からは国道195号との重複区間となる。

- 国道11号・国道32号（香川県高松市中新町・中新町交差点（起点） - 高松市上天神町・上天神町交差点[注釈 10]）
- 国道492号（香川県高松市中新町・中新町交差点（起点） - 徳島県美馬市穴吹町穴吹）
- 国道377号（香川県高松市香川町安原下第3号 - 木田郡三木町大字奥山）
- 国道192号（徳島県美馬市穴吹町穴吹 - 吉野川市山川町前川・瀬詰交差点）
- 国道438号・国道439号（徳島県名西郡神山町上分）
- 国道195号（徳島県那賀郡那賀町日真・出合橋交差点 - 那賀郡那賀町大殿）

### 分断区間

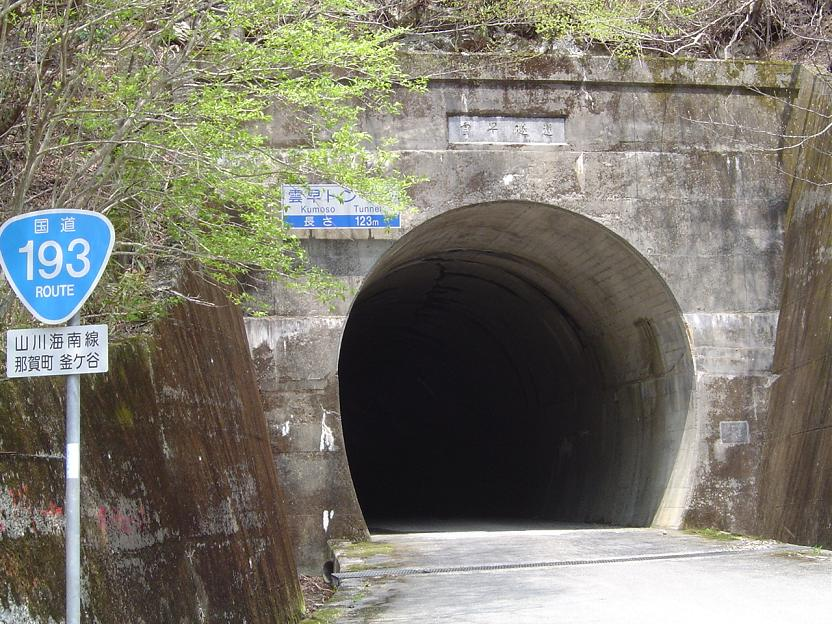
那賀町沢谷字釜ヶ谷の雲早隧道。国道標識が立っているが周辺区間は国道指定されていない徳島県道253号山川海南線であり、国道193号としては分断された区間でもある。

徳島県名西郡神山町上分 - 那賀郡那賀町沢谷に1か所の分断区間があり、代替路として国道193号と変わらない舗装状態の徳島県道253号山川海南線で通過することができる。この分断区間の徳島県道253号山川海南線が国道193号に付け替えられない理由については不明で、国道愛好家の間でも謎とされている。

### 道路施設

#### 橋梁
- 香川県
  - 新岩崎橋（延長148 m、香東川、高松市）
- 徳島県
  - 土井谷橋（土井谷川、美馬市）
  - 穴吹橋（延長533.4 m、1990年（平成2年）完成、吉野川、美馬市、国道192号重複区間内）.
  - 山川橋（川田川、吉野川市、国道192号重複区間内）
  - 出合ゆず大橋（延長180 m、2017年（平成29年）完成、那賀川、那賀郡那賀町）
  - 吉野橋（L=235 m、1981年（昭和56年）完成、海部川、海部郡海陽町）

旧道
- 香川県
  - 岩崎橋（香東川、高松市）

#### トンネル
- 徳島県
  - 山川トンネル：延長489 m、1982年（昭和57年）竣工、吉野川市
  - 倉羅トンネル：延長2,700 m、（建設中）、吉野川市 - 名西郡神山町
  - 木沢トンネル：延長1,280 m、2007年（平成19年）完成、那賀郡那賀町
  - 追立トンネル：延長276 m、1995年（平成7年）竣工、那賀郡那賀町
  - 日間トンネル：延長276 m、1995年（平成7年）竣工、那賀郡那賀町
  - 下御所一号トンネル：延長52 m、那賀郡那賀町
  - 下御所二号トンネル：延長30 m、那賀郡那賀町
  - 下御所三号トンネル：延長30 m、那賀郡那賀町
  - 平谷2号トンネル：延長323 m、2004年（平成16年）竣工、那賀郡那賀町
  - 御所谷トンネル：延長129 m、1991年（平成3年）竣工、那賀郡那賀町
  - 府殿トンネル：延長93 m、1991年（平成3年）竣工、那賀郡那賀町
  - 十二弟子トンネル：延長827 m、1987年（昭和62年）竣工、那賀郡那賀町
  - 海川（かいかわ）隧道：延長58 m、1965年（昭和40年）竣工、那賀郡那賀町
  - 中野トンネル：延長198m、1994年（平成6年）竣工、海部郡海陽町

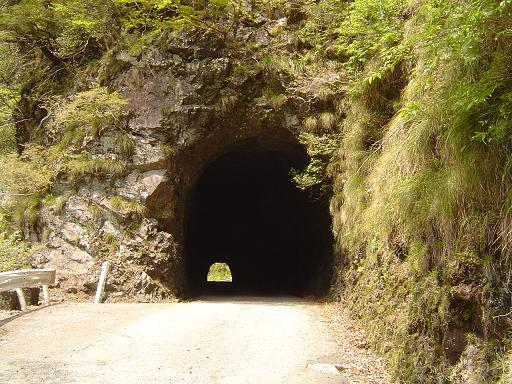
素掘のトンネル「大釜隧道」。現役の国道トンネルとしては非常に珍しい、掘りっぱなしの素掘りトンネルである[7]。
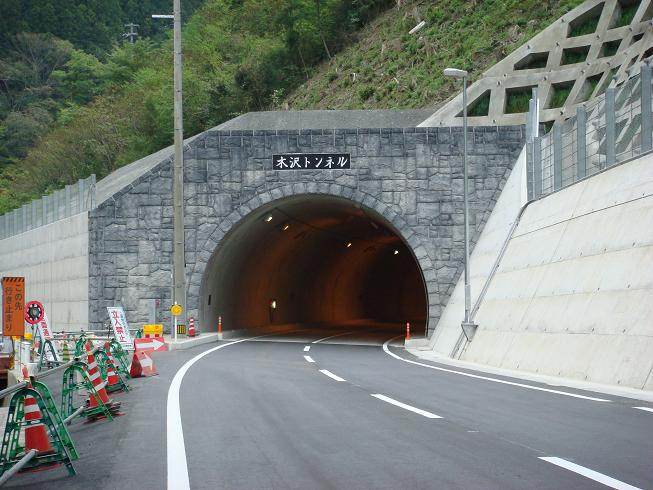
木沢トンネル
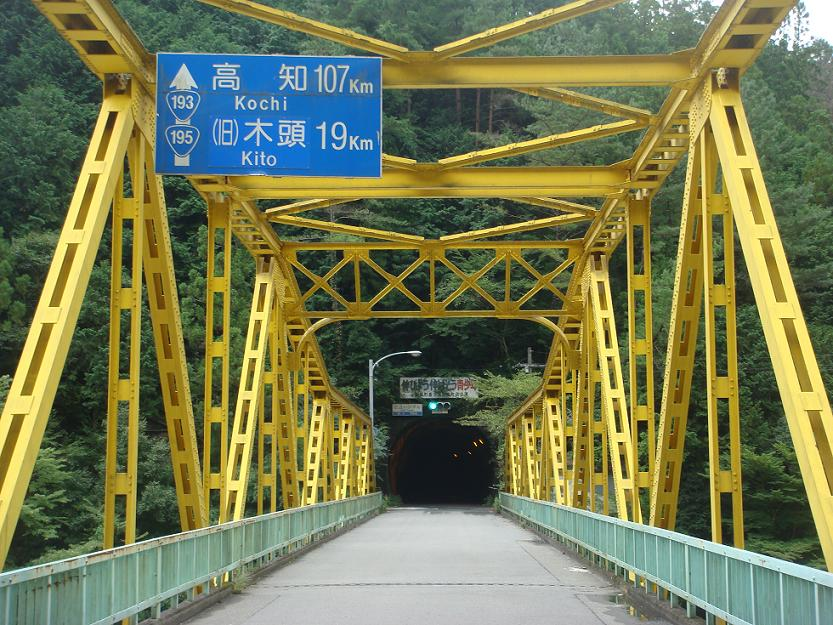
出合橋
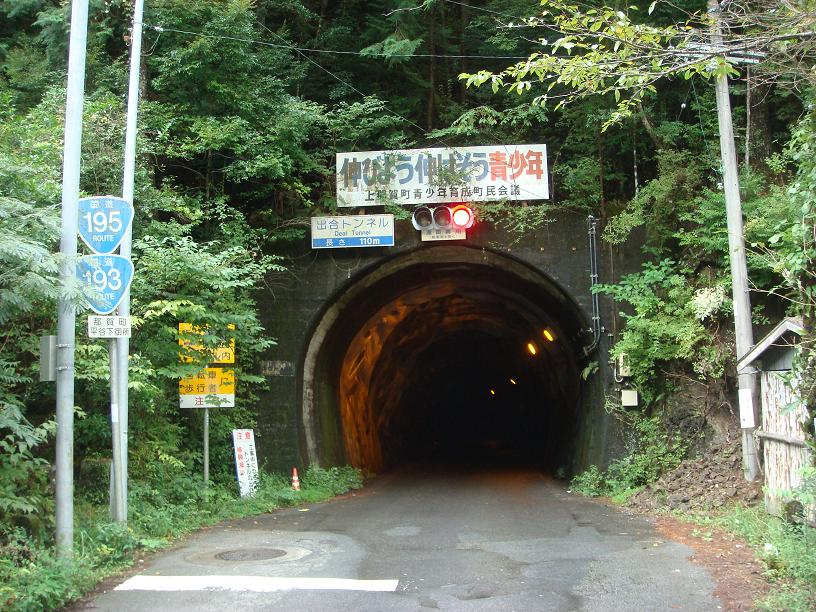
出合トンネル

#### 道の駅
- 香川県
  - しおのえ（高松市）

## 地理

### 通過する自治体
- 香川県
  - 高松市 - 木田郡三木町
- 徳島県
  - 美馬市 - 吉野川市 - 名西郡神山町 - 那賀郡那賀町 - 海部郡海陽町

### 交差する道路
| 交差する道路 | 都道府県名 | 市町村名 | 市町村名 | 交差する場所      | 交差する場所                  |
| --- | ---------- | -------- | -------- | ----------------- | ----------------------------- |
| 国道11号 重複区間起点 国道30号 国道32号 重複区間起点 国道436号 国道492号 重複区間起点 香川県道33号高松善通寺線 香川県道43号中徳三谷高松線 / 旧道 香川県道155号牟礼中新線 | 香川県     | 高松市   | 高松市   | 中新町            | 中新町交差点 / 起点           |
| 香川県道160号高松港栗林公園線 | 香川県     | 高松市   | 高松市   | 栗林町1丁目       | 栗林公園前交差点              |
| 香川県道266号勅使室新線 | 香川県     | 高松市   | 高松市   | 室新町            | 室新町交差点                  |
| 国道11号 重複区間終点 国道32号 重複区間終点 | 香川県     | 高松市   | 高松市   | 上天神町          | 上天神町交差点                |
| 香川県道171号国分寺太田上町線 | 香川県     | 高松市   | 高松市   | 鹿角町            | 鹿角町交差点                  |
| 香川県道147号太田上町志度線 | 香川県     | 高松市   | 高松市   | 鹿角町            | 鹿角町交差点                  |
| 香川県道12号三木国分寺線 | 香川県     | 高松市   | 高松市   | 三名町            | 高松市三名町交差点            |
| 香川県道164号三谷香川線 | 香川県     | 高松市   | 高松市   | 仏生山町          |                               |
| 香川県道170号岡本香川線 | 香川県     | 高松市   | 高松市   | 香川町大野        | 香川町大野交差点              |
| 香川県道172号川東高松線 重複区間起点 | 香川県     | 高松市   | 高松市   | 香川町川東下      |                               |
| 国道193号 / 旧道 香川県道13号三木綾川線 | 香川県     | 高松市   | 高松市   | 香川町川東下      | 香川町川東下交差点            |
| 香川県道172号川東高松線 重複区間終点 | 香川県     | 高松市   | 高松市   | 香川町川東下      |                               |
| 香川県道45号高松空港線 | 香川県     | 高松市   | 高松市   | 香南町岡          | 香南町岡交差点                |
| 香川県道44号円座香南線 重複区間起点 | 香川県     | 高松市   | 高松市   | 香南町岡          |                               |
| 香川県道44号円座香南線 重複区間終点 | 香川県     | 高松市   | 高松市   | 香南町岡          | 香南町清水交差点              |
| 国道193号 / 旧道 | 香川県     | 高松市   | 高松市   | 香川町安原下第3号 | 鮎滝下交差点                  |
| 国道377号 重複区間起点 | 香川県     | 高松市   | 高松市   | 香川町安原下第3号 |                               |
| 香川県道43号中徳三谷高松線 | 香川県     | 高松市   | 高松市   | 塩江町安原下第2号 |                               |
| 香川県道167号枌所西中徳線 | 香川県     | 高松市   | 高松市   | 塩江町安原下第2号 |                               |
| 香川県道30号塩江屋島西線 | 香川県     | 高松市   | 高松市   | 塩江町安原上東    |                               |
| 徳島県道・香川県道7号美馬塩江線 | 香川県     | 高松市   | 高松市   | 塩江町安原上東    |                               |
| 徳島県道・香川県道106号穴吹塩江線 | 香川県     | 高松市   | 高松市   | 塩江町安原上東    |                               |
| 香川県道42号小蓑前田東線 | 香川県     | 木田郡   | 三木町   | 大字小蓑          |                               |
| 香川県道263号鹿庭奥山線 | 香川県     | 木田郡   | 三木町   | 大字奥山          |                               |
| 国道377号 重複区間終点 | 香川県     | 木田郡   | 三木町   | 大字奥山          |                               |
| 香川県道・徳島県道105号多和脇線 | 徳島県     | 美馬市   | 美馬市   | 脇町              | 脇町落合交差点                |
| 国道193号 / 旧道 | 徳島県     | 美馬市   | 美馬市   | 脇町              |                               |
| E32 徳島自動車道 | 徳島県     | 美馬市   | 美馬市   | 脇町              | 4 脇町IC                      |
| 徳島県道12号鳴門池田線 / 旧道 | 徳島県     | 美馬市   | 美馬市   | 脇町              |                               |
| 徳島県道12号鳴門池田線 / バイパス | 徳島県     | 美馬市   | 美馬市   | 脇町              |                               |
| 国道192号 重複区間起点 国道492号 重複区間終点 | 徳島県     | 美馬市   | 美馬市   | 穴吹町穴吹        |                               |
| 国道492号 / バイパス | 徳島県     | 美馬市   | 美馬市   | 穴吹町穴吹        |                               |
| 徳島県道139号船戸切幡上板線 | 徳島県     | 吉野川市 | 吉野川市 | 山川町一里塚      |                               |
| 徳島県道249号井上川田線 | 徳島県     | 吉野川市 | 吉野川市 | 山川町川田        |                               |
| 徳島県道247号船戸山川線 | 徳島県     | 吉野川市 | 吉野川市 | 山川町川田        |                               |
| 徳島県道249号井上川田線 重複区間起点 | 徳島県     | 吉野川市 | 吉野川市 | 山川町川田        |                               |
| 徳島県道249号井上川田線 重複区間終点 | 徳島県     | 吉野川市 | 吉野川市 | 山川町川田        |                               |
| 徳島県道248号奥野井阿波山川停車場線 | 徳島県     | 吉野川市 | 吉野川市 | 山川町湯立        |                               |
| 国道492号 重複区間終点 香川県道・徳島県道3号志度山川線 徳島県道253号山川海南線 重複区間終点                                                                              | 徳島県     | 吉野川市 | 吉野川市 | 山川町前川        | 山川町瀬詰交差点              |
| 徳島県道248号奥野井阿波山川停車場線 / バイパス | 徳島県     | 吉野川市 | 吉野川市 | 山川町津由谷      |                               |
| 徳島県道245号二宮山川線 重複区間起点 | 徳島県     | 吉野川市 | 吉野川市 | 美郷字峠          |                               |
| 徳島県道245号二宮山川線 重複区間終点 | 徳島県     | 吉野川市 | 吉野川市 | 美郷字川俣        |                               |
| 徳島県道250号三ツ木宮倉線 | 徳島県     | 吉野川市 | 吉野川市 | 美郷字張          |                               |
| 国道438号 重複区間起点 国道439号 重複区間起点 | 徳島県     | 名西郡   | 神山町   | 上分              |                               |
| 国道438号 重複区間終点 国道439号 重複区間終点 | 徳島県     | 名西郡   | 神山町   | 上分              |                               |
| 徳島県道253号山川海南線 重複区間終点 | 徳島県     | 名西郡   | 神山町   | 上分              |                               |
| 徳島県道253号山川海南線 重複区間起点 剣山スーパー林道 | 徳島県     | 那賀郡   | 那賀町   | 沢谷              |                               |
| 徳島県道16号徳島上那賀線 重複区間起点 | 徳島県     | 那賀郡   | 那賀町   | 沢谷              |                               |
| 徳島県道295号木沢上那賀線 重複区間起点 | 徳島県     | 那賀郡   | 那賀町   | 沢谷              |                               |
| 国道195号 重複区間起点 徳島県道16号徳島上那賀線 重複区間終点 徳島県道295号木沢上那賀線 重複区間終点                                                                      | 徳島県     | 那賀郡   | 那賀町   | 日真              |                               |
| 国道195号 重複区間終点 | 徳島県     | 那賀郡   | 那賀町   | 大殿              |                               |
| 徳島県道296号助上那賀線 | 徳島県     | 那賀郡   | 那賀町   | 海川              |                               |
| 徳島県道148号中部山渓轟公園線. | 徳島県     | 海部郡   | 海陽町   | 小川              |                               |
| 徳島県道37号牟岐海南線 | 徳島県     | 海部郡   | 海陽町   | 小川              |                               |
| 徳島県道298号上皆津奥浦線 重複区間起点 | 徳島県     | 海部郡   | 海陽町   | 相川              |                               |
| 徳島県道298号上皆津奥浦線 重複区間終点 | 徳島県     | 海部郡   | 海陽町   | 吉田              |                               |
| 国道55号 徳島県道253号山川海南線 重複区間終点 | 徳島県     | 海部郡   | 海陽町   | 大里              | 終点                          |
| 旧道（香川県高松市香川町川東下 - 高松市香川町安原下第3号） |            |          |          |                   |                               |
| 国道193号 / 現道 香川県道13号三木綾川線 重複区間起点 | 香川県     | 高松市   | 高松市   | 香川町川東下      | 香川町川東下交差点 / 旧道起点 |
| 香川県道13号三木綾川線 重複区間終点 香川県道280号高松香川線 | 香川県     | 高松市   | 高松市   | 香川町川東上      |                               |
| 香川県道172号川東高松線 | 香川県     | 高松市   | 高松市   | 香川町川東上      |                               |
| 香川県道166号岩崎高松線 | 香川県     | 高松市   | 高松市   | 香川町川東上      |                               |
| 香川県道165号東谷岩崎線 | 香川県     | 高松市   | 高松市   | 香川町川東上      |                               |
| 香川県道44号円座香南線 | 香川県     | 高松市   | 高松市   | 香南町岡          |                               |
| 国道193号 / 現道 | 香川県     | 高松市   | 高松市   | 香川町安原下第3号 | 鮎滝下交差点 / 旧道終点       |

### 交差する鉄道
- 高徳線
- 高松琴平電気鉄道琴平線
- 徳島線
- 阿佐海岸鉄道阿佐東線

### 沿線
- 高松市香川総合体育館
- ホタルと文化の里
- 塩江温泉
- 夏子ダム（夏子休憩所）
- 美郷ほたる館
- 岳人の森キャンプ場

### 峠
- 香川県
  - 清水峠（標高325 m、木田郡三木町 - 徳島県美馬市）
- 徳島県
  - 倉羅峠（別名経ノ坂峠：標高770 m、吉野川市 - 名西郡神山町）
  - 土須峠（名西郡神山町 - 那賀郡那賀町）
  - 鎌ヶ谷峡（大釜の滝、大轟の滝：那賀郡那賀町）
  - 十二弟子峠（標高500 m、那賀郡那賀町）
  - 霧越峠（標高693 m、那賀郡那賀町 - 海部郡海陽町）